# Tafelwerk (Buch)

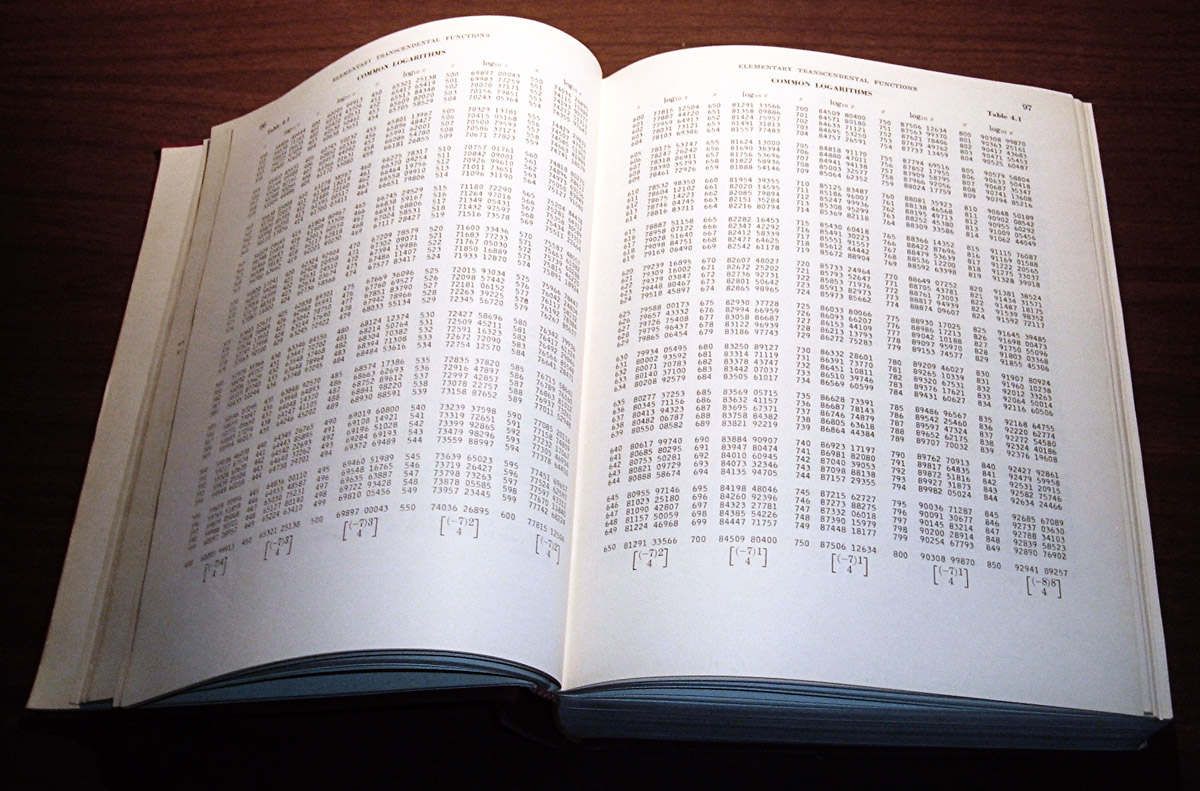
Die Logarithmentafel als Teil eines Tafelwerkes

Als Tafelwerk wird eine Sammlung von Formeln und Tabellen unter anderem für die wissenschaftlichen Bereiche Mathematik, Physik, Chemie, Biologie, Informatik und Astronomie bezeichnet.
Zusätzlich umfasst es auch Angaben zu Größen, Einheiten, Umrechnungen und Wertetafeln. Zum Teil sind auch Definitionen, Illustrationen und ein Periodensystem der Elemente enthalten. 
Tafelwerke sind, neben einem Taschenrechner, meist die einzigen Hilfsmittel, die in Prüfungen erlaubt sind. Beispiele dürfen nicht enthalten sein. Verwendet werden sie vor allem im mathematischen und naturwissenschaftlichen Unterricht in den Sekundarstufen I und II sowie im Rahmen einer beruflichen Ausbildung und an Universitäten.